# Derby de la Galice
Le derby de la Galice (en espagnol : derby gallego) est une rencontre entre le Celta de Vigo et le Deportivo La Corogne. Ce dernier mène au nombre de victoires avec 25 succès. La première confrontation officielle a lieu le 10 mars 1929. Cette rivalité est une rivalité régionale qui s'étend sur le territoire de la Galice.

## Histoire
Le Celta de Vigo, créé en 1923, et le Deportivo La Corogne, fondé en 1906, s'affrontent officiellement pour la première fois le 10 mars 1929. La rivalité s'intensifie notamment dans les années 1990. Peu à peu, le Deportivo devient de plus en populaire en Galice.
D'ailleurs, ce derby se distingue par le fait qu'« il y a de l’ambiance, de la pression, mais très peu de violence ».

## Stades
Le Celta de Vigo évolue entre 1908 et 1928 au Campo de Coia. Depuis sa fermeture, le club est résident du stade Balaídos, inauguré en 1928 et d'une capacité de 31 800 spectateurs.
Le Deportivo évolue au stade de Riazor, principal stade de football de la ville de La Corogne, depuis son inauguration en 1944. Rénové pour la coupe du monde de football de 1982 (dont il accueille trois matchs), sa capacité est de 34 600 places à la fin des années 2000. Un projet de construction d'un nouveau stade a été débattu dans les années 2000, sans qu'il ne soit donné suite pour le moment.

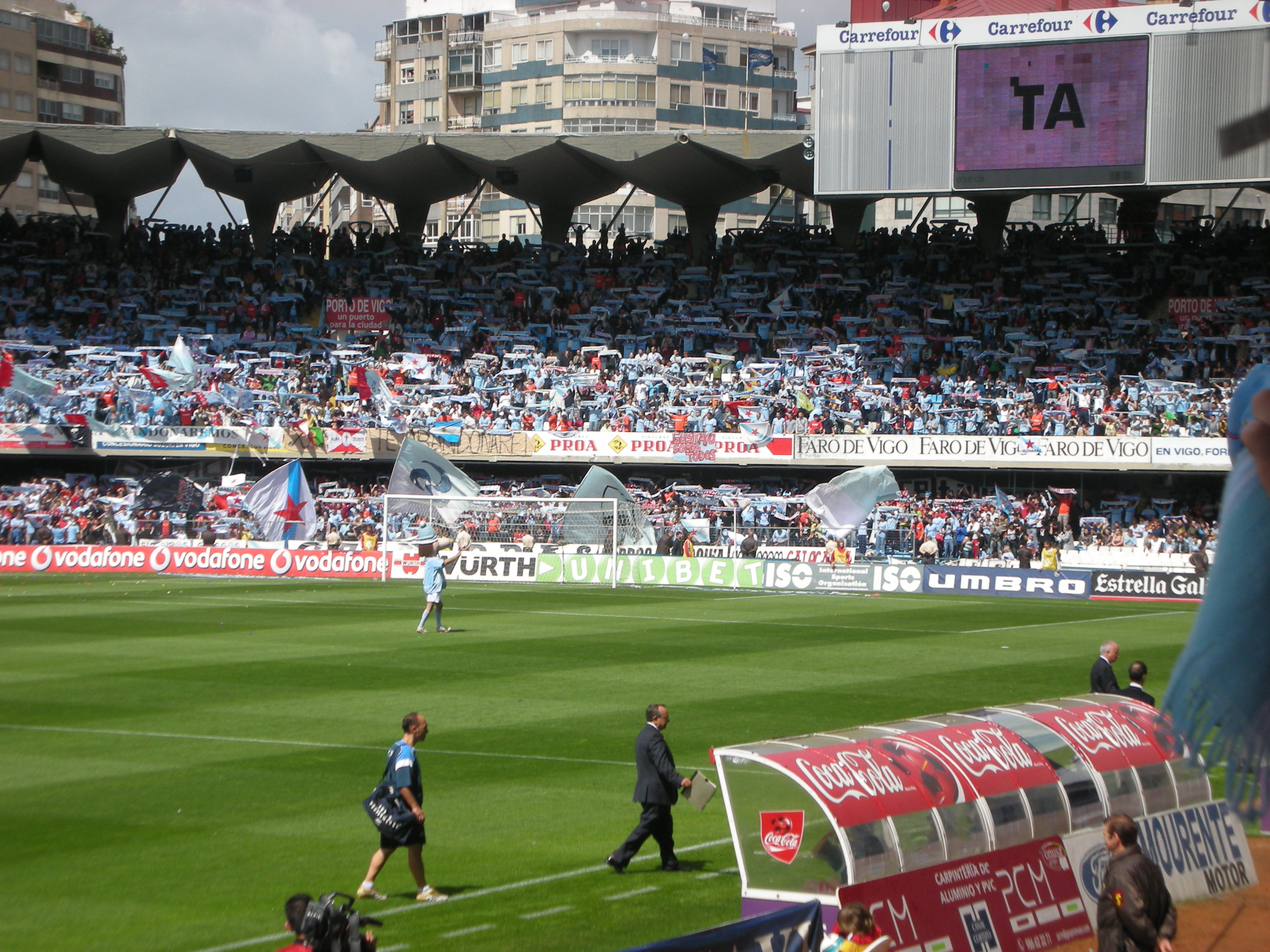
Stade Balaídos
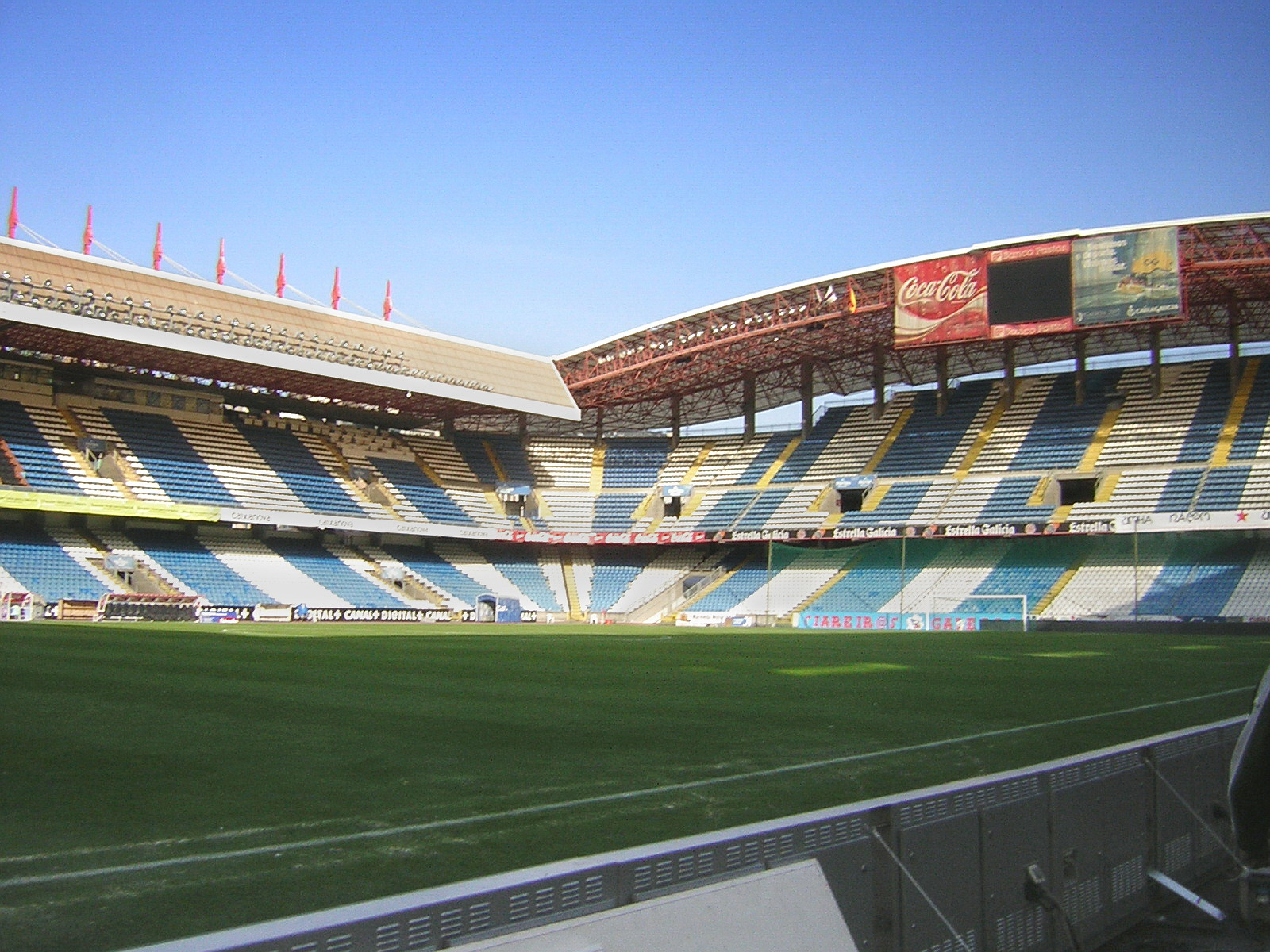
Le stade du Riazor (34 600 places).
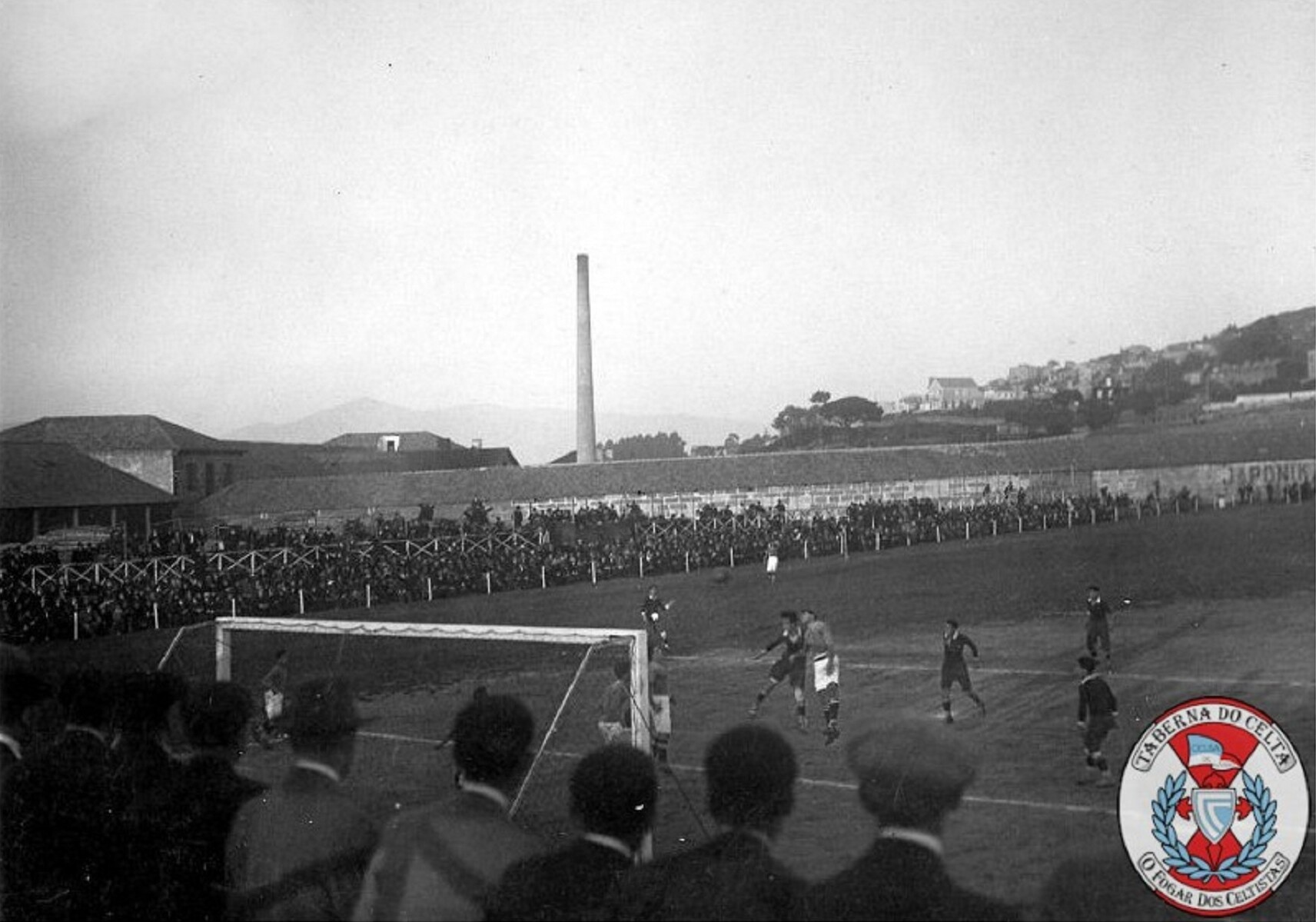
Campo de Coia

## Matchs

### Championnat
| Saison    | Division           | Date       | Équipe à domicile | Résultat | Équipe à l'extérieur | Affluence |
| --------- | ------------------ | ---------- | ----------------- | -------- | -------------------- | --------- |
| 1979–80   | Segunda División   | 02-12-1979 | Celta             | 2 – 0    | Deportivo            |           |
| 1979–80   | Segunda División   | 27-04-1980 | Deportivo         | 2 – 1    | Celta                |           |
| 1980–81   | Segunda División B | ?          | Celta             | 1 – 0    | Deportivo            |           |
| 1980–81   | Segunda División B | ?          | Deportivo         | 1 – 1    | Celta                |           |
| 1981–82   | Segunda División   | 25-10-1981 | Deportivo         | 1 – 1    | Celta                |           |
| 1981–82   | Segunda División   | 28-02-1982 | Celta             | 1 – 0    | Deportivo            |           |
| 1983–84   | Segunda División   | 04-12-1983 | Celta             | 0 – 0    | Deportivo            |           |
| 1983–84   | Segunda División   | 22-04-1984 | Deportivo         | 1 – 3    | Celta                |           |
| 1984–85   | Segunda División   | 11-11-1984 | Deportivo         | 3 – 2    | Celta                |           |
| 1984–85   | Segunda División   | 24-03-1985 | Celta             | 5 – 0    | Deportivo            |           |
| 1986–87   | Segunda División   | 23-11-1986 | Deportivo         | 3 – 0    | Celta                |           |
| 1986–87   | Segunda División   | 22-03-1987 | Celta             | 2 – 0    | Deportivo            |           |
| 1986–87   | Segunda División   | 03-05-1987 | Celta             | 3 – 0    | Deportivo            |           |
| 1986–87   | Segunda División   | 06-06-1987 | Deportivo         | 0 – 1    | Celta                |           |
| 1990-1991 | Segunda División   | 09-12-1990 | Deportivo         | 3 – 0    | Celta                |           |
| 1990-1991 | Segunda División   | 05-05-1991 | Celta             | 0 – 0    | Deportivo            |           |
| 1992-1993 | Primera División   | 06-09-1992 | Deportivo         | 2 – 0    | Celta                |           |
| 1992-1993 | Primera División   | 31-01-1993 | Celta             | 0 – 0    | Deportivo            |           |
| 1993-1994 | Primera División   | 05-09-1993 | Deportivo         | 0 – 0    | Celta                |           |
| 1993-1994 | Primera División   | 31-01-1994 | Celta             | 0 – 0    | Deportivo            |           |
| 1994-1995 | Primera División   | 21-12-1994 | Deportivo         | 1 – 2    | Celta                |           |
| 1994-1995 | Primera División   | 21-05-1995 | Celta             | 0 – 2    | Deportivo            |           |
| 1995-1996 | Primera División   | 11-11-1995 | Celta             | 0 – 0    | Deportivo            |           |
| 1995-1996 | Primera División   | 27-03-1996 | Deportivo         | 2 – 1    | Celta                |           |
| 1996-1997 | Primera División   | 08-09-1996 | Celta             | 1 – 1    | Deportivo            |           |
| 1996-1997 | Primera División   | 09-02-1997 | Deportivo         | 2 – 2    | Celta                |           |
| 1997-1998 | Primera División   | 25-10-1997 | Deportivo         | 1 – 1    | Celta                |           |
| 1997-1998 | Primera División   | 01-03-1998 | Celta             | 2 – 1    | Deportivo            |           |
| 1998-1999 | Primera División   | 30-08-1998 | Celta             | 0 – 0    | Deportivo            |           |
| 1998-1999 | Primera División   | 31-01-1999 | Deportivo         | 2 – 1    | Celta                |           |
| 1999-2000 | Primera División   | 18-12-1999 | Deportivo         | 1 – 0    | Celta                |           |
| 1999-2000 | Primera División   | 30-04-2000 | Celta             | 2 – 1    | Deportivo            |           |
| 2000-2001 | Primera División   | 26-11-2000 | Deportivo         | 1 – 0    | Celta                |           |
| 2000-2001 | Primera División   | 21-04-2001 | Celta             | 2 – 1    | Deportivo            |           |
| 2001-2002 | Primera División   | 30-09-2001 | Deportivo         | 2 – 2    | Celta                |           |
| 2001-2002 | Primera División   | 05-02-2002 | Celta             | 0 – 2    | Deportivo            |           |
| 2002-2003 | Primera División   | 04-01-2003 | Deportivo         | 3 – 0    | Celta                |           |
| 2002-2003 | Primera División   | 24-05-2003 | Celta             | 3 – 0    | Deportivo            |           |
| 2003-2004 | Primera División   | 03-01-2004 | Celta             | 0 – 5    | Deportivo            | 24 000    |
| 2003-2004 | Primera División   | 15-05-2004 | Deportivo         | 3 – 0    | Celta                | 28 000    |
| 2005-2006 | Primera División   | 17-12-2005 | Celta             | 0 – 3    | Deportivo            | 28 500    |
| 2005-2006 | Primera División   | 29-04-2006 | Deportivo         | 0 – 2    | Celta                | 34 500    |
| 2006-2007 | Primera División   | 19-11-2006 | Deportivo         | 0 – 1    | Celta                | 30 000    |
| 2006-2007 | Primera División   | 15-04-2007 | Celta             | 1 – 0    | Deportivo            | 24 000    |
| 2011-2012 | Segunda División   | 13-11-2011 | Deportivo         | 2 – 1    | Celta                | 34 600    |
| 2011-2012 | Segunda División   | 15-04-2012 | Celta             | 2 – 3    | Deportivo            | 29 700    |
| 2012-2013 | Primera División   | 27-10-2012 | Celta             | 1– 1     | Deportivo            | 24 875    |
| 2012-2013 | Primera División   | 15-03-2013 | Deportivo         | 3 – 1    | Celta                | 31 000    |
| 2014-2015 | Primera División   | 23-09-2014 | Celta             | 2 – 1    | Deportivo            | 23 811    |
| 2014-2015 | Primera División   | 21-02-2015 | Deportivo         | 0 – 2    | Celta                | 30 334    |
| 2015-2016 | Primera División   | 21-11-2015 | Deportivo         | 2 – 0    | Celta                | 24 875    |
| 2015-2016 | Primera División   | 03-04-2016 | Celta             | 1 – 1    | Deportivo            |           |
| 2016-2017 | Primera División   | 23-10-2016 | Celta             | 4 – 1    | Deportivo            |           |
| 2016-2017 | Primera División   | 13-03-2017 | Deportivo         | 0 – 1    | Celta                |           |
| 2017-2018 | Primera División   | 23-12-2017 | Deportivo         | 1 – 3    | Celta                |           |
| 2017-2018 | Primera División   | 05-05-2018 | Celta             | 1 – 1    | Deportivo            |           |

## Aspects socio-économiques

### Sécurité
il n'y a pas plus de 300 unités policières lors d'un derby gallego à comparer aux 1 000 déployées pour un Derby barcelonais par exemple.